# 社会活動
社会活動（しゃかいかつどう）とは、人間によって行われる活動の中でも、社会に参加して社会のために貢献をするようなもののことを言う。社会活動というのは都道府県によって推進されて行われている場合もあり、そのような都道府県は社会活動に関する課を設置したうえで、ボランティアやNPOの活動を推進するといった業務を行っている。社会活動というのは青少年の健全な育成のためにも取り入られているとのこと。企業が社会活動を実践しているという場合もあり、この場合には営利を目的として経営されているような企業であっても、業務とは別に自社の利益を求めないで社会への貢献となるような活動を行っているということである。